# William & Kate: Una storia d'amore
William & Kate: Una storia d'amore è un documentario che è andato in onda su Wedding TV nell'aprile del 2011. La conduzione è stata affidata ad Alessia Ventura.

## Il programma
Lo speciale documentario racconta attraverso diverse interviste ad opinionisti, giornalisti e stilisti la vita del duca e della duchessa di Cambridge, William e Catherine.
Durante le puntate la conduttrice chiede le opinioni dello stilista Roberto Riva, la direttrice di Vogue Italia Sposa Giuliana Parabiago, il wedding planner Angelo Garini, e le esperte di Royal Weddings Luisa Ciuni ed Elena Mora.